# Estació de Sautó
L'Estació de Sautó (oficialment en francès Sauto) és una estació de ferrocarril de la línia del tren groc situada en la comuna d'aquest mateix nom, a la comarca del Conflent, a la Catalunya del Nord.
És a la zona sud-oriental del terme, lluny de tots dos pobles del terme, prop de la Tet i de la carretera N - 116, a llevant del Pallat, on hi va haver el terrible Accident del Pallat. És sota mateix, al sud-est, del revolt més tancat de la carretera general.
| Procedència/Destinació                  | <                                | Línia     | >      | Procedència/Destinació    |
| --------------------------------------- | -------------------------------- | --------- | ------ | ------------------------- |
| : Transport express régional            |                                  |           |        |                           |
| Vilafranca de Conflent - Vernet - Fullà | Fontpedrosa -Banys de Sant Tomàs | Tren groc | Planès | La Tor de Querol - Enveig |